# 키르기스스탄 공산당 지도부
이 문서는 키르기스 소비에트 사회주의 공화국의 지도자 목록이다.

## 카라-키르키스 자치 주 (1924 ~ 1925년), 키르기스 자치주 (1925 ~ 1926년)
| 공산당 총연합 키르기스 지방 조직 제1서기 |        |        |          |
| M.D. 카멘스키 (M.D. Kamensky)            | 1924년 | 1925년 | 러시아인 |
| 니콜라이 우쥬코프 (Nikolay Uzyukov)      | 1925년 | 1926년 | 러시아인 |

## 키르기즈 자치 소비에트 사회주의 공화국 (1926 ~ 1936년)

### 정부 수반
| 인민통제위원회의 의장                      |                 |                 |
| 유수프 압드라흐마노프 (Yusup Abdrakhmanov) | 1927년 3월 12일 | 1933년 9월 27일 |
| 바얄리 이사케예프 (Bayaly Isakeyev)        | 1933년 9월 27일 | 1936년 12월 5일 |

### 당 지도자
| 공산당 총연합 키르기즈 지방 조직 제1서기   |        |                 |          |
| 니콜라이 우쥬코프 (Nikolay Uzyukov)        | 1926년 | 1927년          | 러시아인 |
| 블라디미르 슈브리코프 (Vladimir Shubrikov) | 1927년 | 1929년          | 러시아인 |
| 미하일 쿨코프 (Mikhail Kulkov)             | 1929년 | 1930년          | 러시아인 |
| 알렉산드르 샤흐라이 (Aleksandr Shakhray)   | 1930년 | 1934년          | 러시아인 |
| 모리스 벨로츠키 (Moris Belotsky)           | 1934년 | 1936년 12월 5일 | 유대인   |

### 국가 원수
| 중앙집행위원회 위원장                         |                 |                 |
| 압두카디르 우라즈베코프 (Abdukadyr Urazbekov) | 1927년 3월 12일 | 1936년 12월 5일 |

## 키르기즈 소비에트 사회주의 공화국 (1936 ~ 1991년)

### 정부 수반
| 인민통제위원회 위원장                          |                  |                  |
| 바얄리 이사케예프 (Bayaly Isakeyev)            | 1936년 12월 5일  | 1937년 9월 8일   |
| 무라트 살리호프 (Murat Salikhov)               | 1937년 9월 8일   | 1938년 2월 15일  |
| 이스마일 아부쟈로프 (Ismail Abuzyarov)         | 1938년 2월 15일  | 1938년 4월 27일  |
| 이반 레브로프 (Ivan Rebrov)                    | 1938년 4월 27일  | 1938년 7월 19일  |
| 투라바이 쿨라토프 (Turabay Kulatov)            | 1938년 7월 19일  | 1945년 11월 14일 |
| 이스하크 라자코프 (Iskhak Razzakov)            | 1945년 11월 14일 | 1950년 7월 10일  |
| 각료 회의 의장                                 |                  |                  |
| 압디 수예르쿨로프 (Abdy Suyerkulov)            | 1950년 7월 10일  | 1958년 3월 6일   |
| 카지 디캄바예프 (Kazy Dikambayev)              | 1958년 3월 6일   | 1961년 5월 10일  |
| 볼로트 맘베토프 (Bolot Mambetov)               | 1961년 5월 16일  | 1968년 1월 23일  |
| 아흐마트베크 수윰바예프 (Akhmatbek Suyumbayev) | 1968년 1월 23일  | 1978년 12월 22일 |
| 술탄 이브라기모프 (Sultan Ibraimov)            | 1978년 12월 22일 | 1980년 12월 4일  |
| 표트르 호도스 (Pyotr Khodos)                   | 1980년 12월 4일  | 1981년 1월 21일  |
| 아르스탄베크 두이셰예프 (Arstanbek Duysheyev)  | 1981년 1월 21일  | 1986년 5월 20일  |
| 아파스 주마굴로프 (Apas Jumagulov)             | 1986년 5월 20일  | 1991년 1월 21일  |

### 당 지도자
| 중앙집행위원회 위원장                       |                 |                 |            |
| 모리스 벨로츠키 (Moris Belotsky)            | 1936년 12월 5일 | 1937년 3월      | 유대인     |
| 키르기스 공산당 제1서기                     |                 |                 |            |
| 막심 암모소프 (Maksim Ammosov)              | 1937년 4월 23일 | 1938년 2월 20일 | 러시아인   |
| 알렉스키 바고프 (Aleksey Vagov)             | 1938년 2월 20일 | 1945년 7월      | 러시아인   |
| 니콜라이 보골류보프 (Nikolay Bogolyubov)    | 1945년 7월      | 1950년 7월 7일  | 키르기스인 |
| 이스하크 라자코프 (Iskhak Razzakov)         | 1950년 7월 7일  | 1961년 5월 9일  | 키르기스인 |
| 투르다쿤 우순발리예프 (Turdakun Usubaliyev) | 1961년 5월 9일  | 1985년 11월 2일 | 키르기스인 |
| 아브사마트 마살리예프                       | 1985년 11월 2일 | 1991년 4월 6일  | 키르기스인 |
| 줌갈베크 아만바예프 (Jumgalbek Amanbayev)   | 1991년 4월 6일  | 1991년 8월 29일 | 키르기스인 |

### 국가 원수
| 중앙집행위원회 위원장                         |                  |                  |
| 압두카디르 우자르베코프 (Abdukadyr Urazbekov) | 1936년           | 1937년 9월 16일  |
| 미하일 우스 (Mikhail Us)                      | 1937년 9월 16일  | 1937년 10월 4일  |
| 마리암 투감바예바 (Maryam Tugambayeva)        | 1937년 9월 16일  | 1937년 10월 4일  |
| 술탄쿨 샤무르진 (Sultankul Shamurzin)         | 1937년 10월 4일  | 1937년 12월 16일 |
| 이반 소콜로프 (Ivan Sokolov)                  | 1937년 12월 16일 | 1938년 2월 15일  |
| 무라트 살리호프 (Murat Salikhov)              | 1938년 2월 15일  | 1938년 5월 15일  |
| 칼리마 아만쿨로바 (Kalima Amankulova)         | 1938년 5월 15일  | 1938년 7월 18일  |
| 최고 소비에트 의장                            |                  |                  |
| I.P. 보랴크 (I.P. Boryak)                     | 1938년 7월 18일  | 1938년 7월 19일  |
| 최고 소비에트 간부위원회 위원장               |                  |                  |
| 아사날리 톨루바예프 (Asanaly Tolubayev)       | 1938년 7월 18일  | 1943년 3월 22일  |
| 몰도가지 토코바예프 (Moldogazy Tokobayev)     | 1943년 3월 22일  | 1945년 11월 14일 |
| 투라바이 쿨라토프 (Turabay Kulatov)           | 1945년 11월 14일 | 1978년 8월 25일  |
| 술탄 이브라이모프 (Sultan Ibraimov)           | 1978년 8월 25일  | 1978년 12월 22일 |
| 안드레이 부스 (Andrey Buss)                   | 1978년 12월 22일 | 1979년 1월 10일  |
| 아르스탄베크 두이셰예프 Arstanbek Duysheyev   | 1979년 1월 10일  | 1981년 1월 14일  |
| 테미르베크 코쇼예프 (Temirbek Koshoyev)       | 1981년 1월 14일  | 1978년 8월 8일   |
| 타슈탄베크 아크마토프 (Tashtanbek Akmatov)    | 1987년 8월 8일   | 1990년 4월 10일  |
| 최고 소비에트 의장                            |                  |                  |
| 아브사마트 마살리예프                         | 1990년 4월 10일  | 1990년 10월 27일 |
| 키르기스스탄의 대통령                         |                  |                  |
| 아스카르 아카예프                             | 1990년 10월 27일 | 1991년 12월 25일 |

## 같이 보기
- 키르기스스탄의 대통령

### 참고 문헌
- Collins, Kathleens (2006). 《Clan Politics and Regime Transition in Central Asia》. Cambridge University Press. 376쪽. ISBN 0521839505.